# Citroën C5 (Kina)
 Denne artikel omhandler den i 2017 i Kina introducerede model. For den europæiske model med samme navn bygget mellem 2001 og 2017, se Citroën C5.
Citroën C5 er en stor mellemklassebil fra den franske bilfabrikant Citroën, som størrelsesmæssigt er placeret under Citroën C6.

## Historie
På Shanghai Motor Show i april 2017 præsenterede Citroën en ny bilmodel med navnet C5. Selv om bilen egentlig kun er en modificeret udgave af den tidligere C5, betragtes den af fabrikanten som en helt ny model. Modellen har overtaget en del optiske detaljer fra C5 Aircross. I modsætning til forgængeren sælges tredje generation af C5 siden maj 2017 kun som sedan og kun i Kina. Modellen bygges ikke længere i Frankrig, men derimod hos Dongfeng Peugeot-Citroën Automobile i Kina. Motorerne gør også tjeneste i DS5 LS og DS6.

## Tekniske data
|                                                | 350 THP              | 380 THP              |
| Byggeperiode                                   | 5/2017−              | 5/2017−              |
| Motordata                                      |                      |                      |
| Motortype                                      | R4-benzinmotor       | R4-benzinmotor       |
| Slagvolume                                     | 1598 cm³             | 1751 cm³             |
| Maks. effekt ved omdr./min.                    | 123 kW (167 hk) 6000 | 150 kW (204 hk) 5500 |
| Maks. drejningsmoment ved omdr./min.           | 245 Nm 1400−4000     | 280 Nm 1400−4000     |
| Kraftoverførsel                                |                      |                      |
| Drivende hjul                                  | Forhjul              | Forhjul              |
| Gearkasse                                      | Trinløs gearkasse    | Trinløs gearkasse    |
| Præstationer                                   |                      |                      |
| Topfart                                        | 215 km/t             | 235 km/t             |
| Acceleration 0-100 km/t                        | 9,8 sek.             | 8,3 sek.             |
| Brændstofforbrug pr. 100 km ved blandet kørsel | 6,5 liter            | 6,6 liter            |
| Øvrigt                                         |                      |                      |
| Egenvægt                                       | 1580 kg              | 1615 kg              |
| Tankindhold                                    | 70 liter             | 70 liter             |